# 聂拉木马尾杉
聂拉木马尾杉（学名：Phlegmariurus nyalamensis）为石杉科马尾杉属下的一个种。

## 扩展阅读
- 維基物種上的相關：聂拉木马尾杉